# James Sunderland
James Sunderland, né le 6 juin 1970 à Chertsey, est un homme politique britannique du Parti conservateur, qui est député pour Bracknell de 2019 à 2024.

## Jeunesse et carrière militaire
James Sunderland fait ses études à la Royal Grammar School de Guildford avant de poursuivre ses études à l'Université de Birmingham. En 1993, il est nommé au sein du Royal Logistic Corps de l'Académie royale militaire de Sandhurst. Il atteint le grade de colonel et sert dans l'armée jusqu'à sa sélection en tant que candidat parlementaire en 2019.

## Carrière politique
Sunderland est élu pour la circonscription de Bracknell aux élections générales de 2019. 
En mars 2021, James est élu président du comité sur le projet de loi sur les forces armées.
James Sunderland est marié et père de deux fils.